# Ambulansflygplan

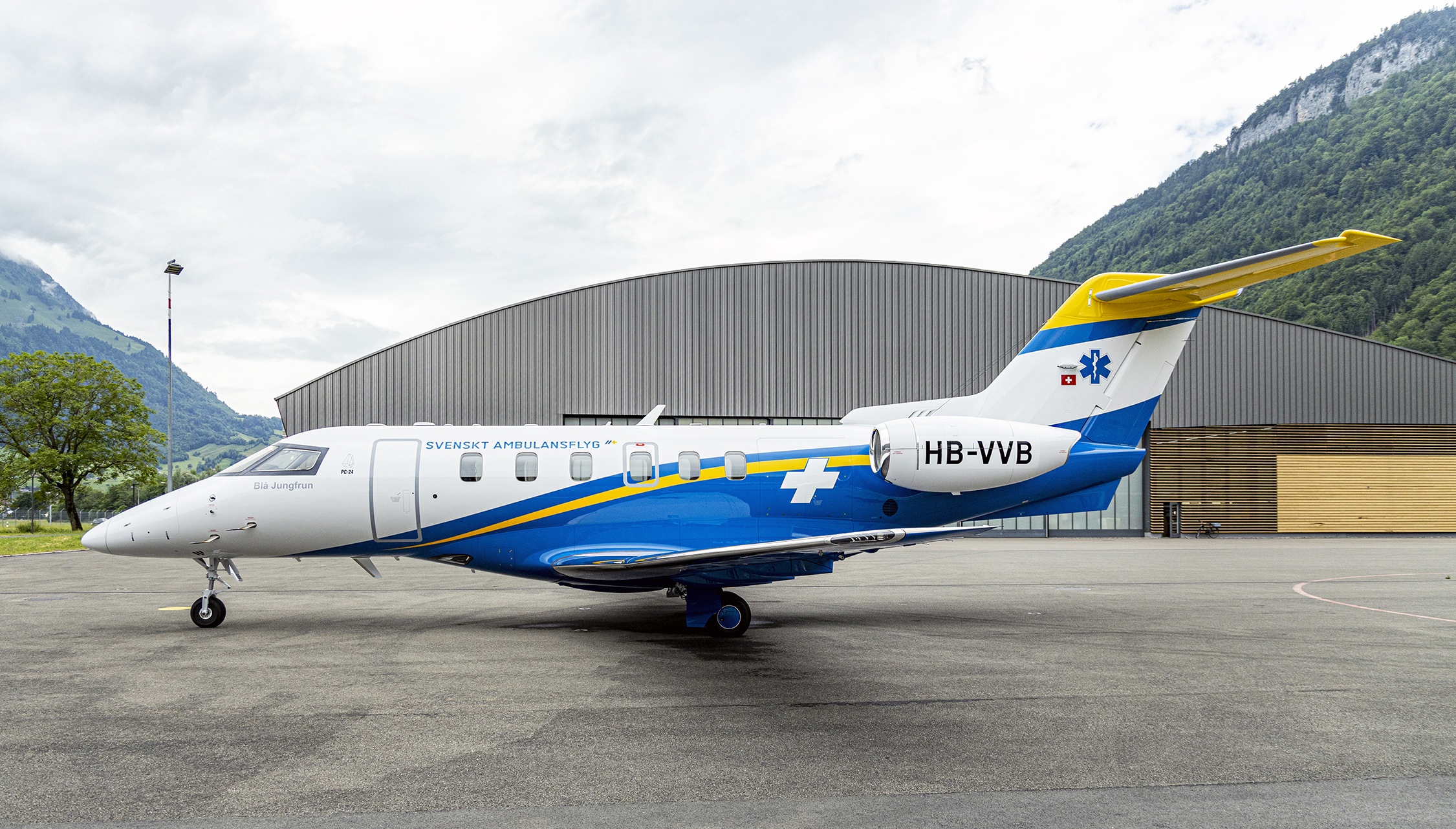
Ambulansflygplan av modellen Pilatus PC-24. Svenskt Ambulansflyg äger sex flygplan och utför uppdrag för Sveriges regioner.

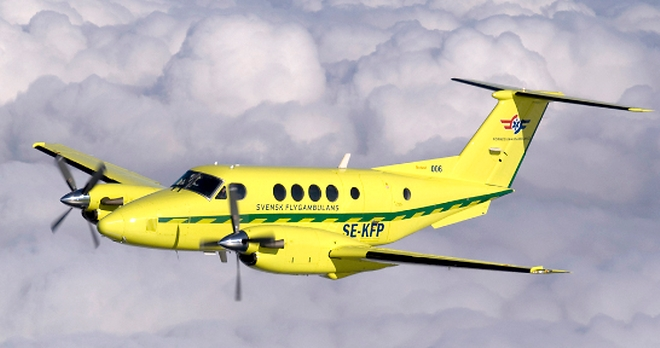
En flygambulans av typ Beechcraft Super King Air tidigare Scandinavian Air Ambulance

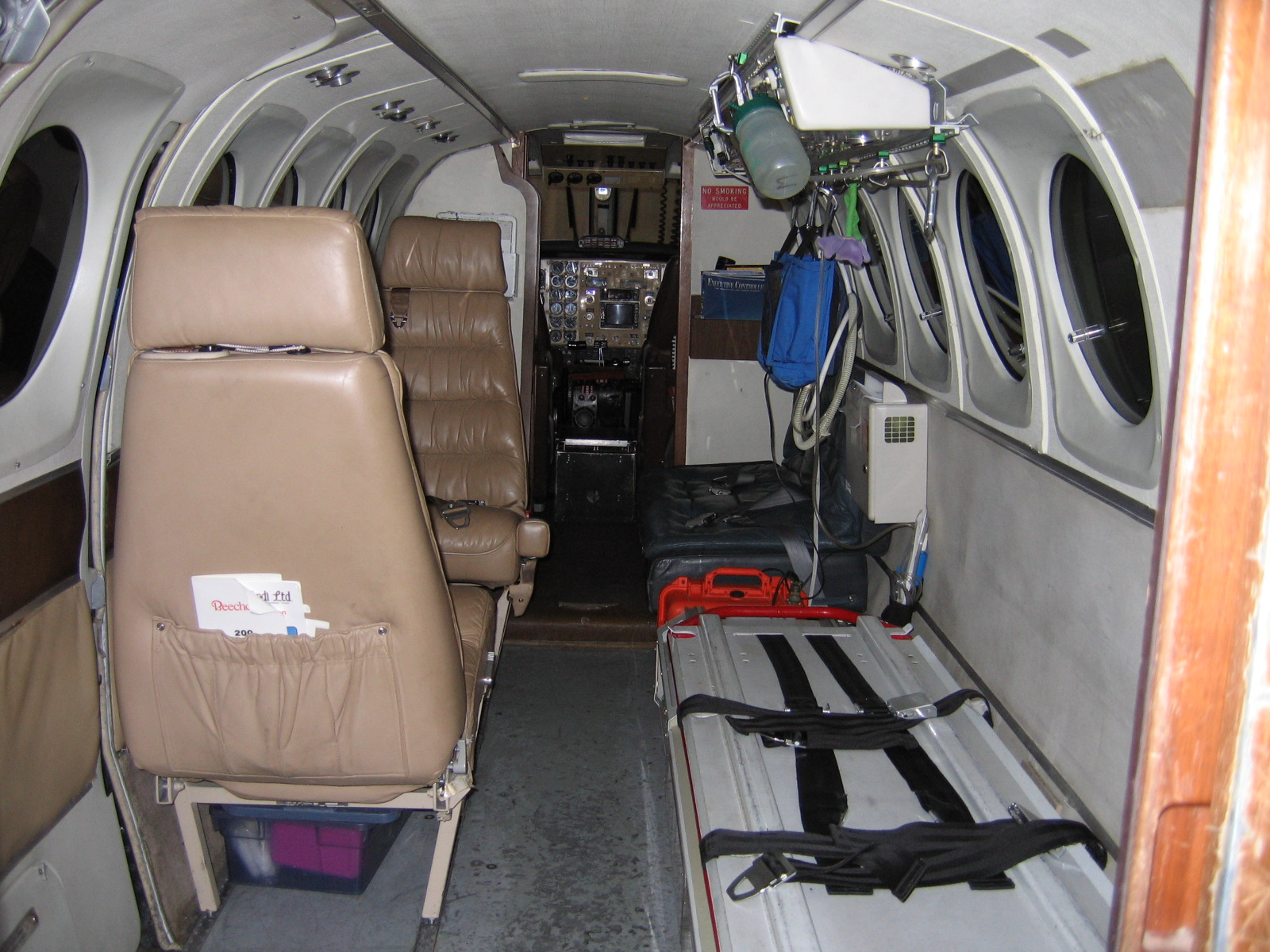
Inredning av en Beechcraft Super King Air som ambulansflygplan

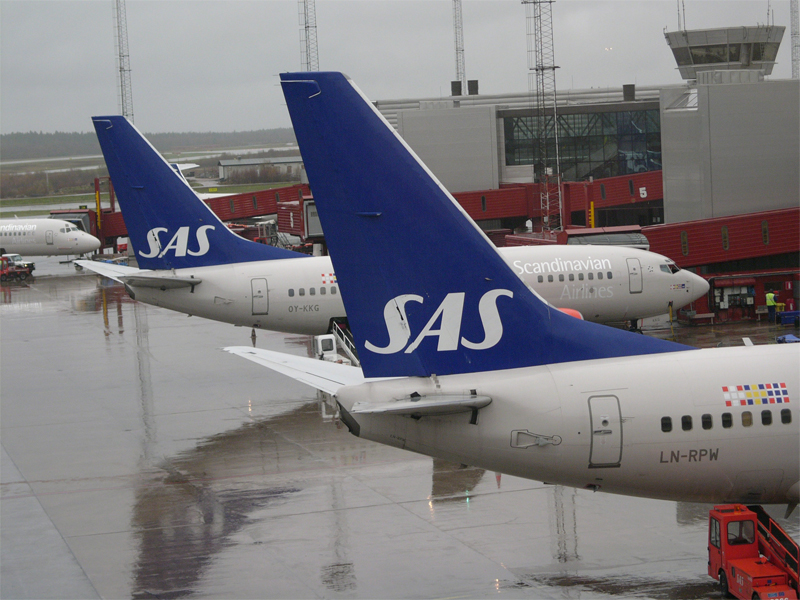
SAS-flygplan av den typ som användes för Svenska nationella ambulansflyget.

Ambulansflygplan är flygplan som är utrustade för, och används för, ambulanssjukvård. 
Ambulansflygplan är ett av tre kompletterande transportmedel vid transport av sjuka och skadade. Flygplan används för akuta eller planerade uppdrag i huvudsak för transport mellan sjukhus. bilambulans eller ambulanshelikopter används i huvudsak för transport av sjuka från platsen där sjukdom eller skadan uppstod och till närmaste sjukhus. Ambulansflygplan är utrustade med utrustning, som gör det möjligt för att ge medicinsk behandling till kritiskt skadade eller sjuka patienter under färd.

## Sverige
I Sverige finns ambulansflyg med flygplan med fast vinge. Kommunalförbundet Svenskt ambulansflyg bildades 2016 och blev operativ för hela Sverige februari 2022 med en flotta av sex jetflygplan av typen Pilatus PC-24. Svenskt Ambulansflyg genomför uppemot 4000 uppdrag årligen.
En privat aktör är exempelvis Grafair.
Tidigare fanns också den statliga beredskapsorganisationen Svenska nationella ambulansflyget (SNAM) bildat 2008, som hade ett avtal med SAS att stå i beredskap med ett flygplan av modell Boeing 737-800. Flygplanet skulle på sex timmar från beslut vara ombyggt från ett vanligt passagerarflygplan till ett ambulansflygplan, som är utrustat för intensivvårdsavdelning och kunna ta tolv liggande och 20 sittande patienter. 

## Tyskland
Vanliga flygambulanstransporter sköts i Tyskland av organisationer som ADAC, Deutsche Rettungsflugwacht, Flight Ambulance International eller Tysklands Röda Kors.
Bundeswehr har inom ramen för sin sjukvårdsorganisation ett flygplan av typ Airbus A310, som kan omdisponeras till en flygande intensivvårdsklinik. Flygplanet kan ta upp till 56 patienter, varav sex i intensivvård. Det har en medicinsk personal som uppgår till upp till 25 personer. Denna Airbus MedEvac finns, partiellt utrustat, i ständig beredskap på Köln-Bonns flygplats. Det kan efter komplettring och flygtekniska förberedelser vara i luften tre timmar efter alarm.

## Fotogalleri

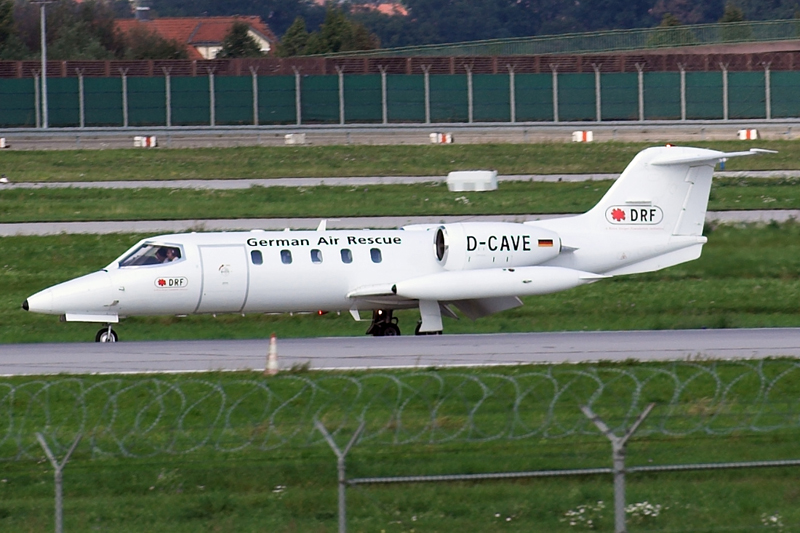
Ambulansflygplan av typ Learjet 35A från Deutsche Rettungsflugwacht
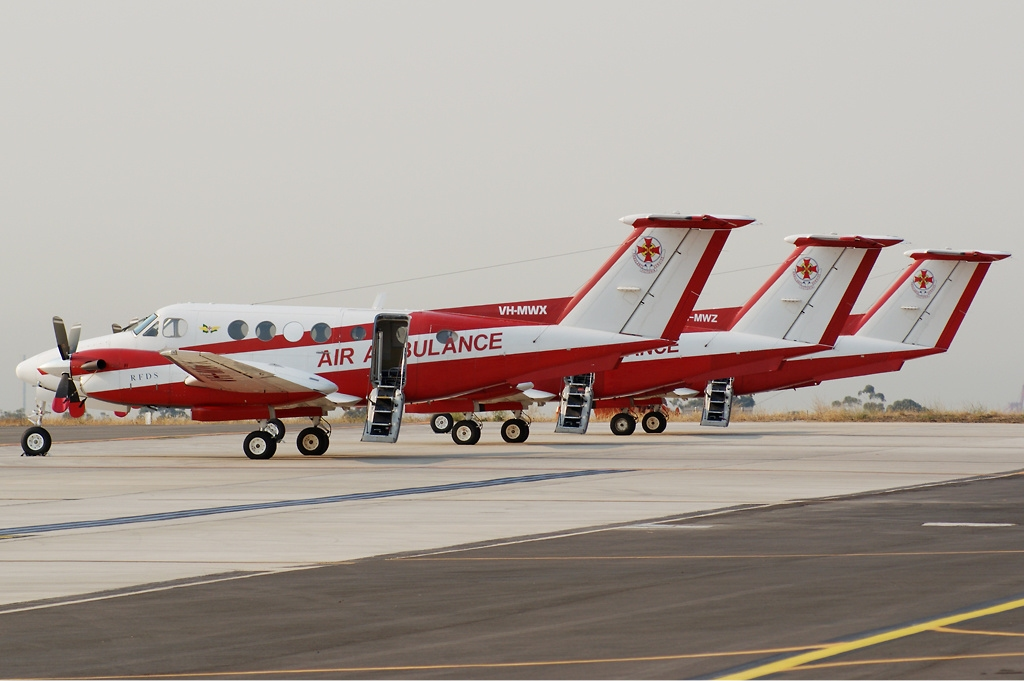
Flygambulanser av typ Beechcraft Super King Air från australiensiska Flying Doctor Service
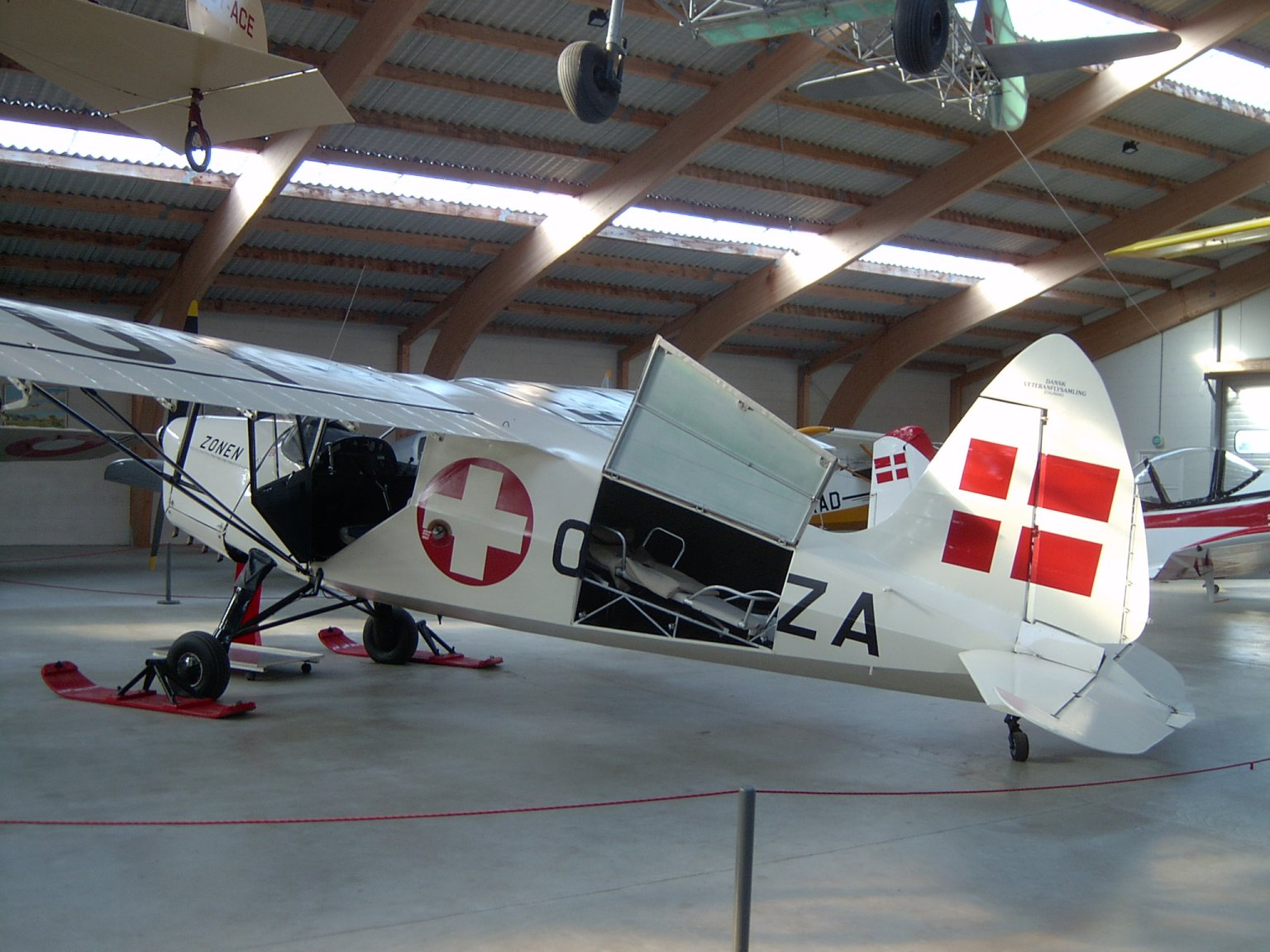
Tidigare danskt ambulansflygplan